# Mihai Voicu
Mihai Alexandru Voicu (ur. 16 września 1968 w Bukareszcie) – rumuński polityk, deputowany, minister w kilku gabinetach.

## Życiorys
Z wykształcenia inżynier, w 1993 został absolwentem instytutu budownictwa lądowego w Bukareszcie. Pracował jako dyrektor generalny przedsiębiorstwa. W 1990 wstąpił do Partii Narodowo-Liberalnej. Był przewodniczącym jej organizacji uniwersyteckiej (1991–1994) i sekretarzem generalnym PNL (2001–2004). Później obejmował funkcje wiceprezesa i rzecznika prasowego ugrupowania.
W 2004 po raz pierwszy uzyskał mandat posła do Izby Deputowanych. Trzykrotnie (w 2008, 2012 i 2016) z powodzeniem ubiegał się o reelekcję, zasiadając w niższej izbie rumuńskiego parlamentu do 2020. Wchodził w skład obu gabinetów Călina Popescu-Tăriceanu. W grudniu 2004 w pierwszym z nich został ministrem delegowanym do spraw koordynacji sekretariatu generalnego rządu. W maju 2006 przeszedł na stanowisko ministra delegowanego do spraw kontaktów z parlamentem. Utrzymał je również w drugim rządzie lidera liberałów, sprawując ten urząd do grudnia 2008. W sierpniu 2012 został ministrem delegowanym do spraw biznesu w rządzie Victora Ponty. W grudniu tegoż roku w jego drugim gabinecie objął stanowisko ministra delegowanego do spraw kontaktów z parlamentem; zakończył urzędowanie w marcu 2014.
W 2019 został nieprawomocnie skazany za korupcję na karę 3 lat pozbawienia wolności z warunkowym zawieszeniem jej wykonania. W 2020 w postępowaniu odwoławczym w tej sprawie został jednak prawomocnie uniewinniony.